# Fowler-Inseln
Die Fowler-Inseln sind eine Gruppe kleiner Inseln vor der Loubet-Küste des Grahamlands auf der Antarktischen Halbinsel. Sie gehören zum Archipel der Biscoe-Inseln und liegen im Crystal Sound zwischen den Bernal- und den Bragg-Inseln.
Kartiert wurden sie anhand von Vermessungen, die der Falkland Islands Dependencies Survey zwischen 1958 und 1959 durchführte, sowie mittels Luftaufnahmen der US-amerikanischen Ronne Antarctic Research Expedition (1947–1948) und ebensolchen der Falkland Islands and Dependencies Aerial Survey Expedition (1956–1957). Das UK Antarctic Place-Names Committee benannte sie 1960 nach dem britischen Physiker Ralph Howard Fowler (1889–1944), der 1933 gemeinsam mit John Desmond Bernal eine Abhandlung über die Kristallstruktur von Eis und die Lokalisation des Wasserstoffatoms verfasst hatte.